# Ciro Tota
 (novembre 2018).
Pour les articles homonymes, voir Tota.
Ciro Tota, dit Cyrus Tota, né en Italie en octobre 1954, est un dessinateur de bandes dessinées italien.
Il est notamment connu pour son travail sur la série de comics français Photonik publiée dans les années 1980 par les éditions Lug, dans la revue Mustang puis Spidey.

## Biographie

### Formation et débuts
Les parents de Ciro Tota émigrent en France dans la région de Lyon alors qu'il est encore enfant. Adolescent, il est marqué par des auteurs de bandes dessinées tels que John Buscema, Jack Kirby ou Gil Kane.
Après un baccalauréat électronique, cet autodidacte commence sa carrière dans les ateliers des Éditions Lug à Lyon en retouchant les bandes dessinées étrangères pour se conformer aux demandes de la commission de censure, puis réalise des couvertures pour les petits formats de Lug (Blek, Kiwi, Dylan Dog, Martin Mystère, etc.). Par la suite, il entame une carrière de dessinateur de bande-dessinées en réalisant quatre épisodes de Blek le Roc pour Lug.

### Carrière
En 1981, Ciro Tota (sous le pseudonyme de Cyrus Tota) imagine le personnage de Photonik pour la toute nouvelle mouture de la revue Mustang des éditions Lug. le personnage émigrera dans la revue Spidey quand Mustang changera de formule. Après cinquante épisodes, ce personnage marquera une génération de lecteurs. Il connaîtra même une réédition partielle en 1999 chez Delcourt puis chez Semic au format comics, le temps de quatre numéros.
Lors du rachat de Lug par Semic, la création s'arrête et tous les dessinateurs doivent changer d'horizon. Tout en continuant de réaliser des couvertures pour Semic, Tota se lance alors dans la création d'albums avec Thierry Cailleteau ; d'abord sur Fuzz et Fizzbi chez Glénat puis sur Aquablue.
En 2000, il participe à l'album L'Or des fous (coffret comprenant un album CD de Bernard Lavilliers couplé à un album bédé).

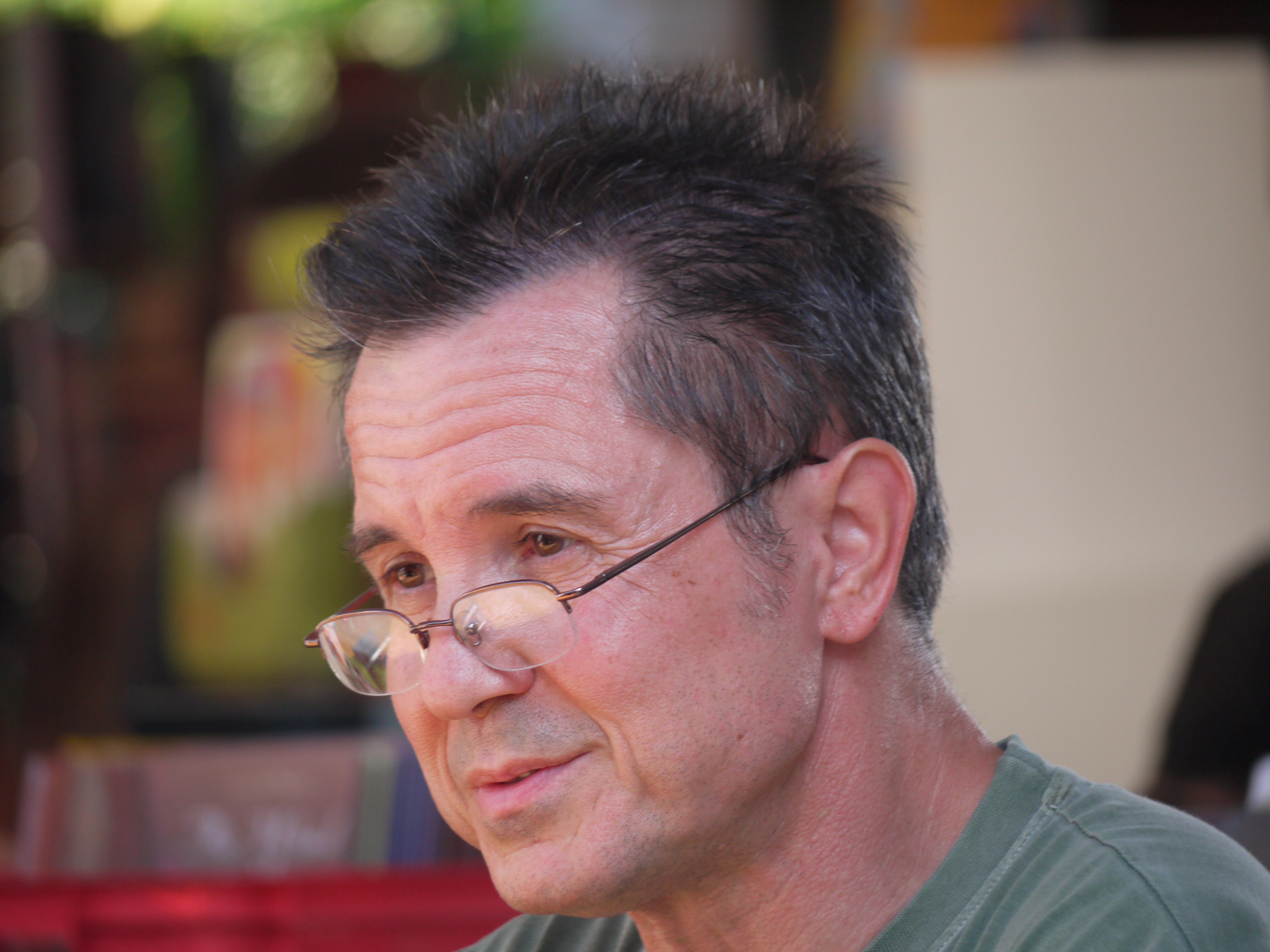
Ciro Tota en 2009.

En 2005, il commence une nouvelle série, Les Conquérants de Troy, scénarisée par Scotch Arleston.
En 2013, paraît aux Éditions Black and White un premier volume (600 pages) de l'intégrale en noir et blanc des aventures de Photonik. En 2014, Tota fait une exposition conjointe d'originaux de Photonik avec Mikros, le personnage de son compère chez Lug Jean-Yves Mitton, au festival Quai des Bulles de Saint-Malo. Le second dernier volume de l'intégrale Photonik paraît cette année.
En 2019, il illustre la couverture du roman de Jean-Charles Dimier, Paul Harris : Le Crâne de Cristal, paru chez Succèsrama Édition.

## Principales séries
- Blek le Roc, ???.
- Fuzz et Fizzbi, avec Thierry Cailleteau, Glénat :

1. Le Mangerunes, 1990.
2. Salmigonde, 1991.
3. Les Caverneux, 1993.

Les 3 Quêtes d'Hypercondrie, Fuzz et Fizzbi (intégrale), Vents d'Ouest, 1999.
- Aquablue vol. 5-9, avec Thierry Cailleteau, Delcourt, coll. « Conquistador », 1998-2002.
- Photonik vol. 1-2, Delcourt, coll. « Contrebande », 1999-2000[4].
- Photonik no 1-4, Semic et Delcourt, 2001 (format comic book).
- Les Conquérants de Troy vol. 1-4, avec Christophe Arleston, Soleil, 2005-2014.
- Photonik, Black & White, 2013-2014. Reprise en noir et blanc des planches publiées entre 1980 et 1987.
- Photonik : Les Origines du Dr Ziegel, Black & White, 2020. Reprise colorisée de l'histoire parue dans Spidey no 38-40.